# Ritchiea wilczekiana
Ritchiea wilczekiana är en kaprisväxtart som beskrevs av Paul Rodolphe Joseph Bamps. Ritchiea wilczekiana ingår i släktet Ritchiea och familjen kaprisväxter. Inga underarter finns listade i Catalogue of Life.